# День танкиста

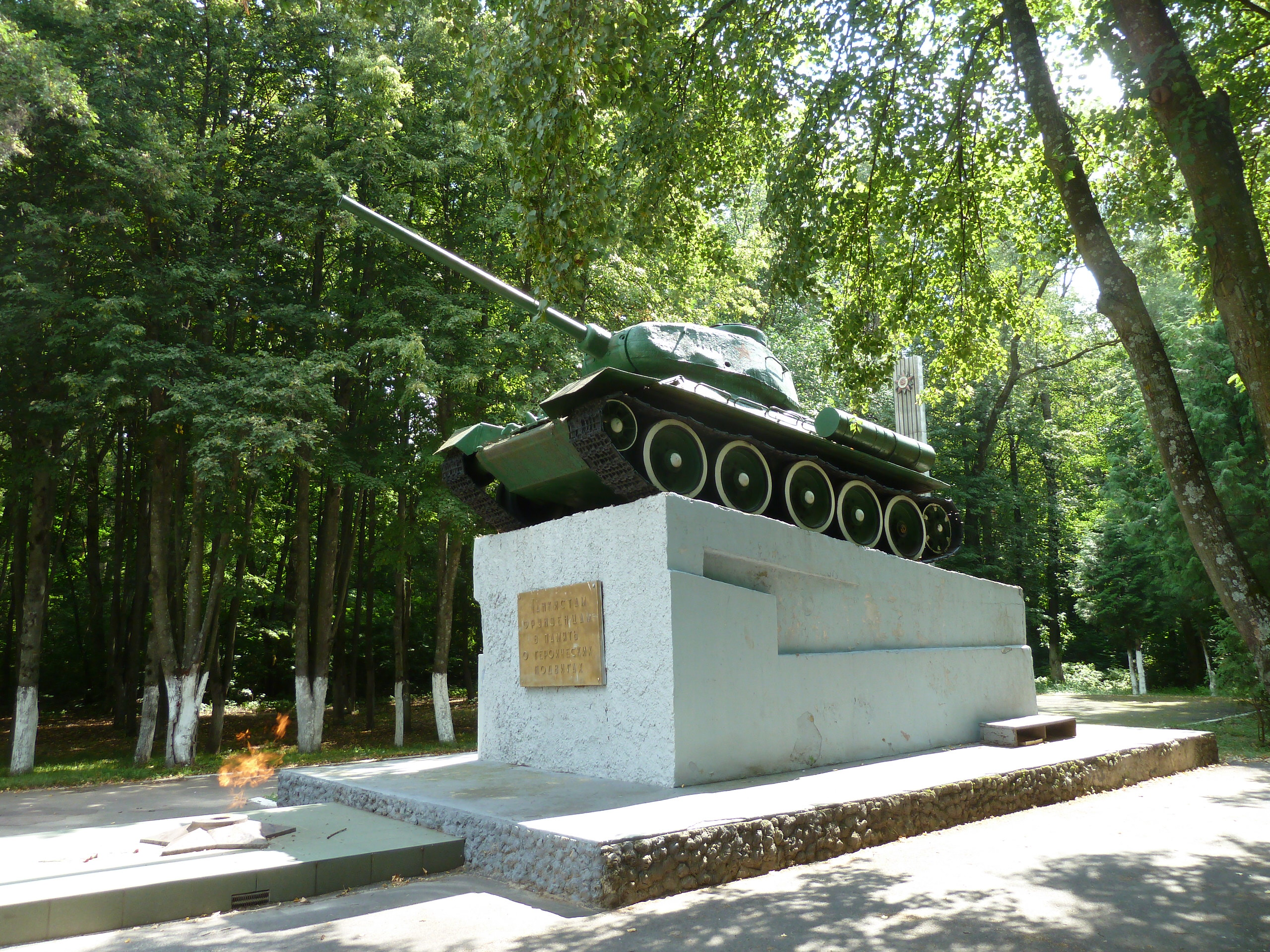
Памятник танкистам-фрунзенцам в г. Орле.

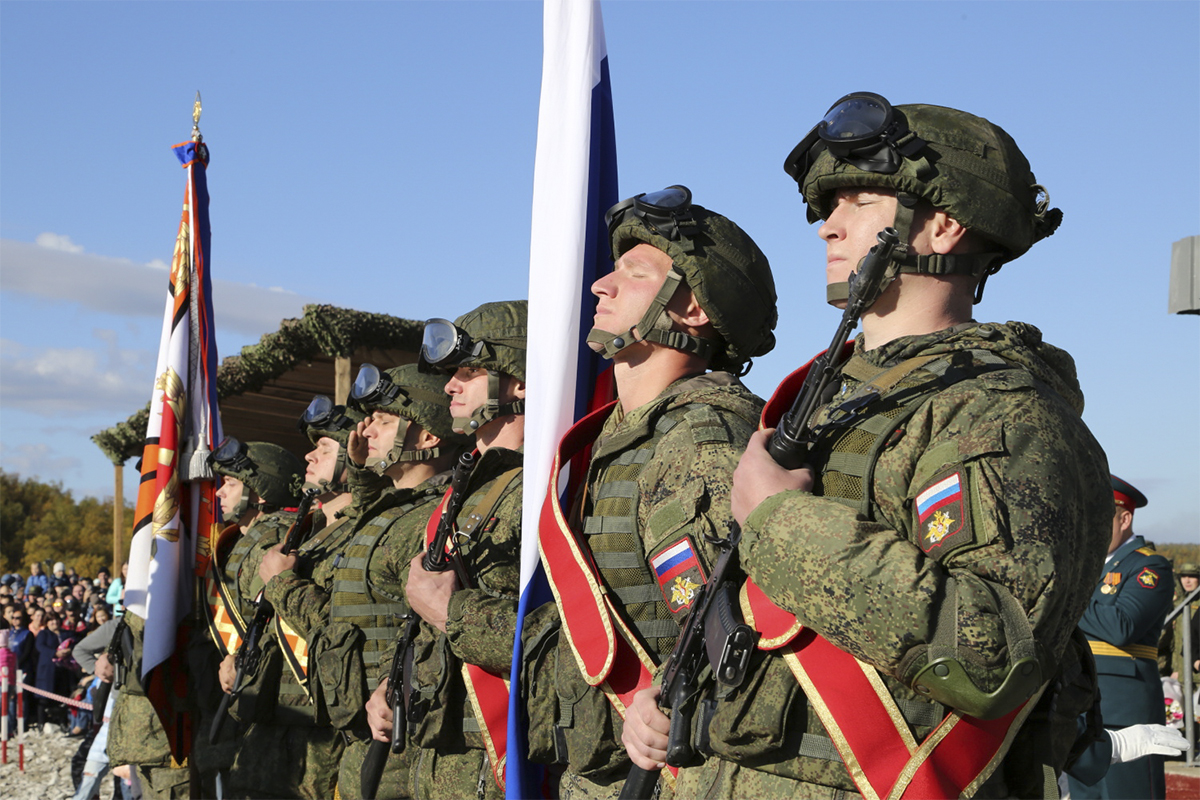
Празднование Дня танкиста в 200-й отдельной мотострелковой бригаде БВ ВМФ РФ. Мурманская область, п. Корзуново, 9 сентября 2018 года.

«День танки́ста» — советский, украинский, российский и белорусский ежегодный профессиональный праздник танкистов и танкостроителей, не имеющий фиксированной даты и отмечаемый обычно во второе воскресенье сентября.

## История
Праздник «Всесоюзный день танкистов» был установлен в Советском Союзе Указом Президиума Верховного Совета СССР от 11 июля 1946 года, «учитывая особо важное значение танковых и механизированных войск и их выдающиеся заслуги в Великой Отечественной войне, а также заслуги танкостроителей в оснащении Вооружённых Сил бронетанковой техникой». Согласно указу, «Всесоюзный день танкистов» отмечался ежегодно во второе воскресенье сентября. В этот день во всех столицах союзных республик, а также в Ленинграде, Сталинграде, Челябинске, Горьком, Нижнем Тагиле, Свердловске, Харькове, Омске, Хабаровске и Владивостоке в честь праздника производились по двадцать артиллерийских залпов.
Долгие годы праздник отмечался 11 сентября, в знак того, что в этот день в 1944 году, во время проведения Восточно-Карпатской стратегической военной операции, советские танковые войска прорвали оборону противника в Восточных Карпатах и остановили его наступление. В 1980 году Указом Президиума Верховного Совета СССР снова была определена дата празднования — второе воскресенье сентября.
31 мая 2006 года указом Президента Российской Федерации В. В. Путина «Об установлении профессиональных праздников и памятных дней в Вооружённых Силах Российской Федерации» на территории России был вновь установлен профессиональный праздник «День танкиста», который отмечается также во второе воскресенье сентября. Праздник был учреждён наряду с другими «в целях возрождения и развития отечественных воинских традиций, повышения престижа военной службы и в знак признания заслуг военных специалистов в решении задач обеспечения обороны и безопасности государства».
Является одним из наиболее почитаемых праздничных дней в войсках. Некоторое время (в период с 1940-х по 1950-е годы) в крупных городах в День танкиста даже проводились торжественные марши танковых колонн по городу и салюты.

## Память

Почтовый марки
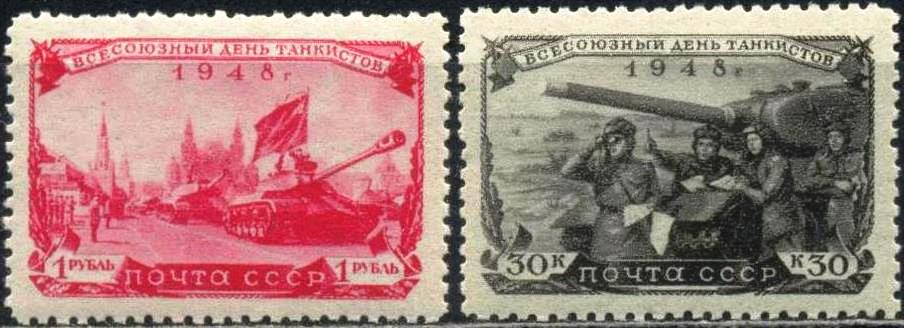
Марки СССР. Всесоюзный день танкиста. 1948 г.
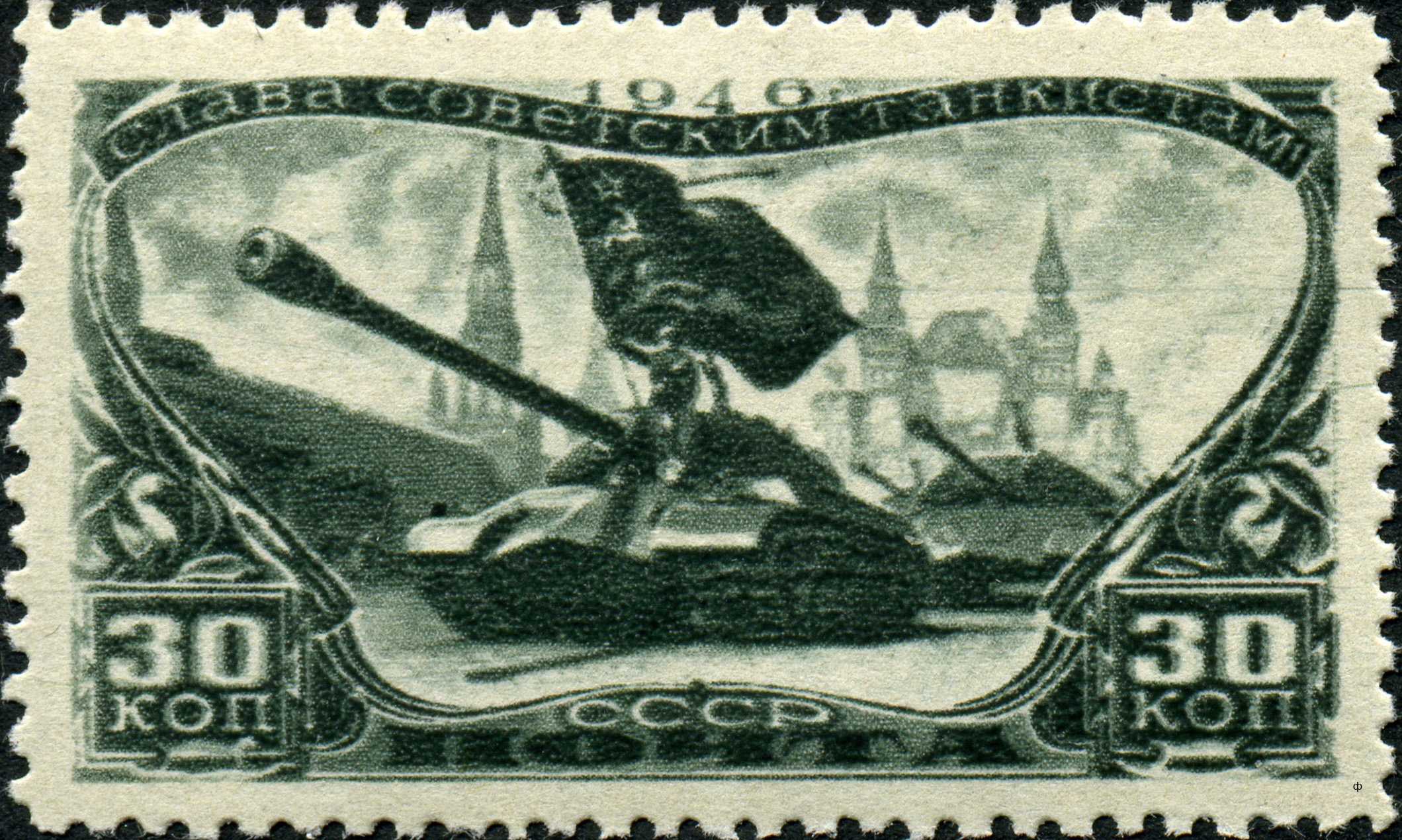
Почтовая марка СССР, 1946 год. День танкистов. Танковая колонна на Красной Площади в Москве и лозунг «Слава советским танкистам!».